# Cheek to Cheek
Cheek to Cheek é uma canção escrita por Irving Berlin para o filme de 1935 "Top Hat", que foi imortalizada com a cena em que Fred Astaire e Ginger Rogers dançam ao som dos versos cantados pelo próprio Astaire.

## Novas gravações
Dentres os inúmeros artitas que a regravaram, pode-se destacar:
- Larry Adler
- Ambrose
- Julie Andrews
- Ray Anthony
- Lady Gaga
- Louis Armstrong
- Desi Arnaz
- Fred Astaire (1935 #1 hit)
- Chet Atkins
- Count Basie
- Tony Bennett
- Polly Bergen
- Irving Berlin
- Stanley Black
- Pat Boone
- Boswell Sisters
- Connee Boswell
- Sam Browne
- Charlie Byrd
- Carmen Cavallaro
- Eva Cassidy
- June Christy
- Rosemary Clooney
- Alma Cogan
- Ken Collyer
- Ray Conniff
- Bing Crosby
- Vic Damone
- Sammy Davis, Jr.
- Doris Day
- Buddy DeFranco
- Tommy Dorsey
- Eddie Duchin
- Roy Eldridge
- Ziggy Elman
- Eddie Fisher
- Ella Fitzgerald
- Erroll Garner
- Sara Gazarek
- Carroll Gibbons
- Benny Goodman
- Stephane Grappelli
- Buddy Greco
- Roy Hamilton
- Dick Haymes
- Billie Holiday
- Marilyn Horne
- Harry James
- Joni James
- Al Jolson
- Shirley Jones
- Jane Krakowski
- Steve Lawrence
- Peggy Lee
- Guy Lombardo
- Machito
- Sanjaya Malakar
- Los Manolos
- Branford Marsalis
- Miki Matsubara (1984)
- Billy May
- Susannah McCorkle
- Robin McKelle
- Yehudi Menuhin
- Glenn Miller
- Jane Monheit
- Matt Monro
- Sara Montiel
- Red Norvo
- Lisa Ono
- Paper Lace
- Pasadena Roof Orchestra
- Joe Pass
- Donald Peers
- Oscar Peterson
- Louis Prima
- Max Raabe
- Ray Reach
- Rita Reys
- Regine
- Rosie Ribbons
- Buddy Rich
- Ginger Rogers
- George Shearing
- Frank Sinatra
- Rod Stewart
- Lew Stone
- Taco
- Mel Tormé
- Sarah Vaughan
- Teddy Wilson